# 剑桥大学彼得学院
剑桥大学彼得学院 始建于1284年，是剑桥大学建立最早的学院。彼得学院现有284名本科生，130名研究生和45名院士，是剑桥大学最小的学院。

## 学院历史
彼得学院的建造开始于1280年, 由爱德华一世特许雨果·鲍尔舍姆主教用当时的圣约翰医院 收留一部分来自牛津大学默顿学院的学者。但是学者们和医院双方并未因此而达成一致。 最后在1284年，鲍尔舍姆决定将这些学者转移到彼得学院现在的位置，并买下特兰平顿门外的两处房屋供一位院长和14位“杰出而贫穷的院士”居住。学者们可以使用不包括特兰平顿门在内的圣彼得教堂。 鲍尔舍姆主教于1286年去世，在遗嘱中他用财产购买了更多的土地用于建造彼得学院的会堂。
彼得学院最早的章程是由伊利市的主教西蒙·蒙塔丘特依据默顿学院原有的章程在1344年制定并颁布的。这些条款清楚的显示了学院当时缺少资金的状况。1345年，依据这份章程，学院阻止了爱德华三世试图自己任命一位彼得学院的学者。1354至1355年，威廉·莫斯科特建立了一份基金，用于为学院从芬迪顿购入70英亩(280，000平方米)的土地。1401年，在福德姆主教和约翰·牛顿的努力下，学院购入了位于凯利辛顿一栋牧师的寓所，从而缓解了学院的资金压力。在伊丽莎白一世统治时期，学院又购入了现在的圣彼得楼，威廉石楼和花园。
1553年，安德鲁·彭尼被任命为彼得学院的院长，他的实用主义宗教观点得到了当时玛丽一世和伊丽莎白一世的推崇，前者后来任命他为伊利的主教。彭尼曾将是神学改革者的马丁·布塞尔的尸骨从坟墓中挖出，并在市场广场上焚烧。彭尼于1589年去世，他的遗产被用作学院提供的奖学金和研究员的薪金，他还遗留下了大量的藏书，这些书籍收藏于现在的彭尼图书馆内。
在1626-1634年，学院的院长是马修·雷恩，他曾经陪同查理一世去西班牙商讨和西班牙王室的联姻。雷恩一直以来得到枢机主教威廉·劳德的支持，在这段时期，学院成为了亚米念主义宣传的中心。直至1634年当约翰·考森继任院长时，这种现象依然存在。考森为学院建造了礼拜堂，但在1643年，却被曼彻斯特伯爵颁布的法令驱逐，礼拜堂内的雕像和装饰物也随后被推倒和损毁。
彼得学院是剑桥大学第一个安装电灯的学院，由威廉·汤姆森在1883至1884年为学院的会堂和公共休息室安装电灯，用来庆祝学院600周年纪念。
在19世纪80年代，彼得学院和英国保守党有着密切的联系，莫里斯·康宁和罗杰·顿都是学院当时有影响的院士，保守党的政客迈克尔·波蒂洛和迈克尔·霍华德也都曾经就读于彼得学院。在这段时期，彼得学院研究员内部也存在着大量的政治冲突。

## 建筑和庭院

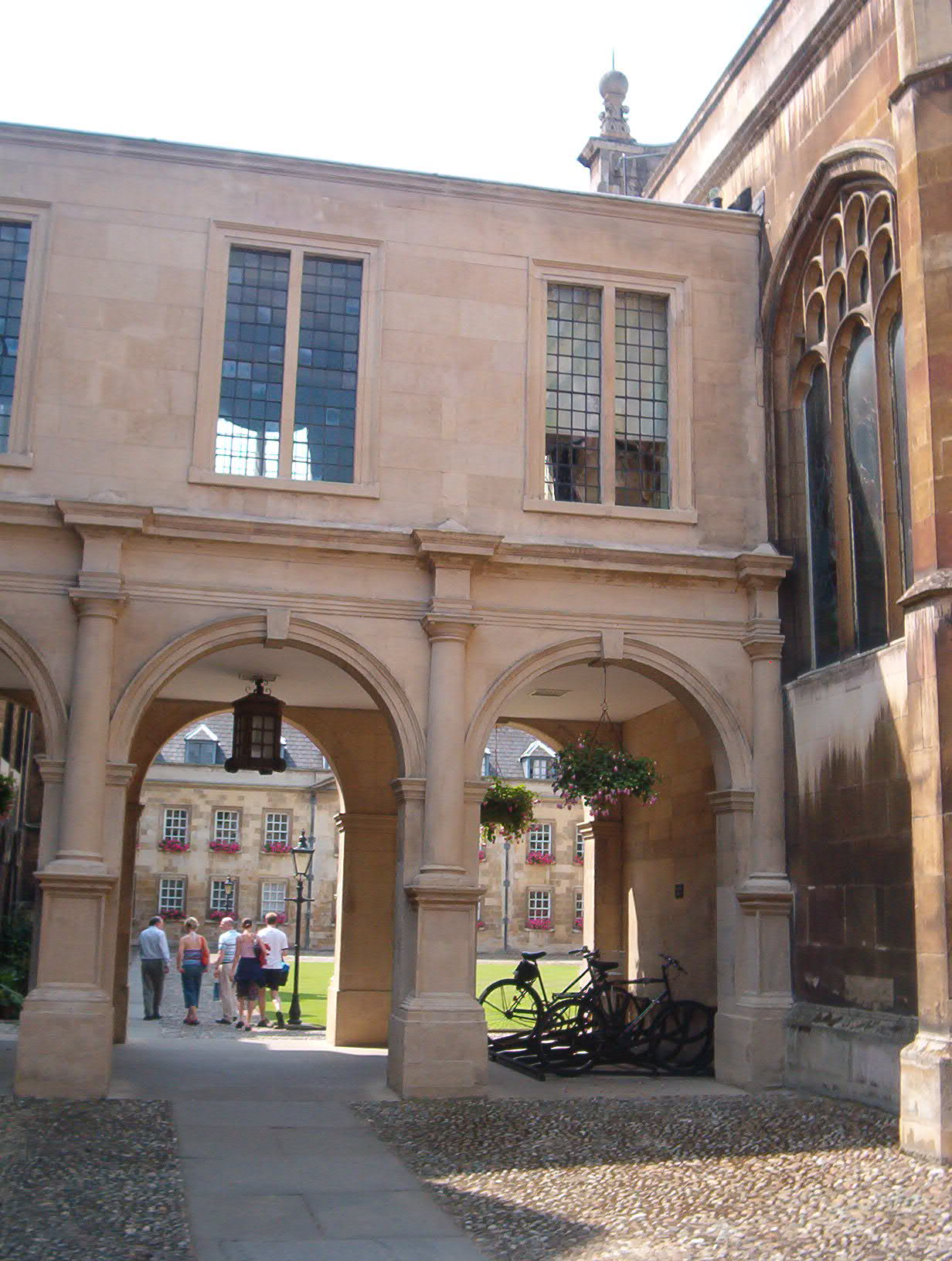
彼得学院礼拜堂的回廊，从这里可以看到旧庭院。

彼得学院位于剑桥市中心南部的特兰平顿街的两侧。学院的主要建筑在菲茨威廉博物馆的北部，花园则在博物馆的背后。 学院建筑的始建年代跨度很大，大部分的建筑都经历过很大程度的改变。普遍认为，部分学院的建筑在1420年的一场大火中被损毁。学院入口的位置也随时间的变化而变化，现在学院的入口位于特兰平顿街西侧，朝向东侧。

### 第一庭院
第一庭院紧邻特兰平顿街，它的北侧是始建于18世纪的伯德伍德楼，南侧是学院的传达室，东侧是特兰平顿街，西侧是礼拜堂。彭尼图书馆位于传达室的楼上，以学院早期院长安德鲁·彭尼命名，图书馆在1937年安装了电灯。 在1952至1984年，彭尼图书馆的楼上是沃德图书馆，但如今沃德图书馆转移到了学院的西北角。

### 礼拜堂

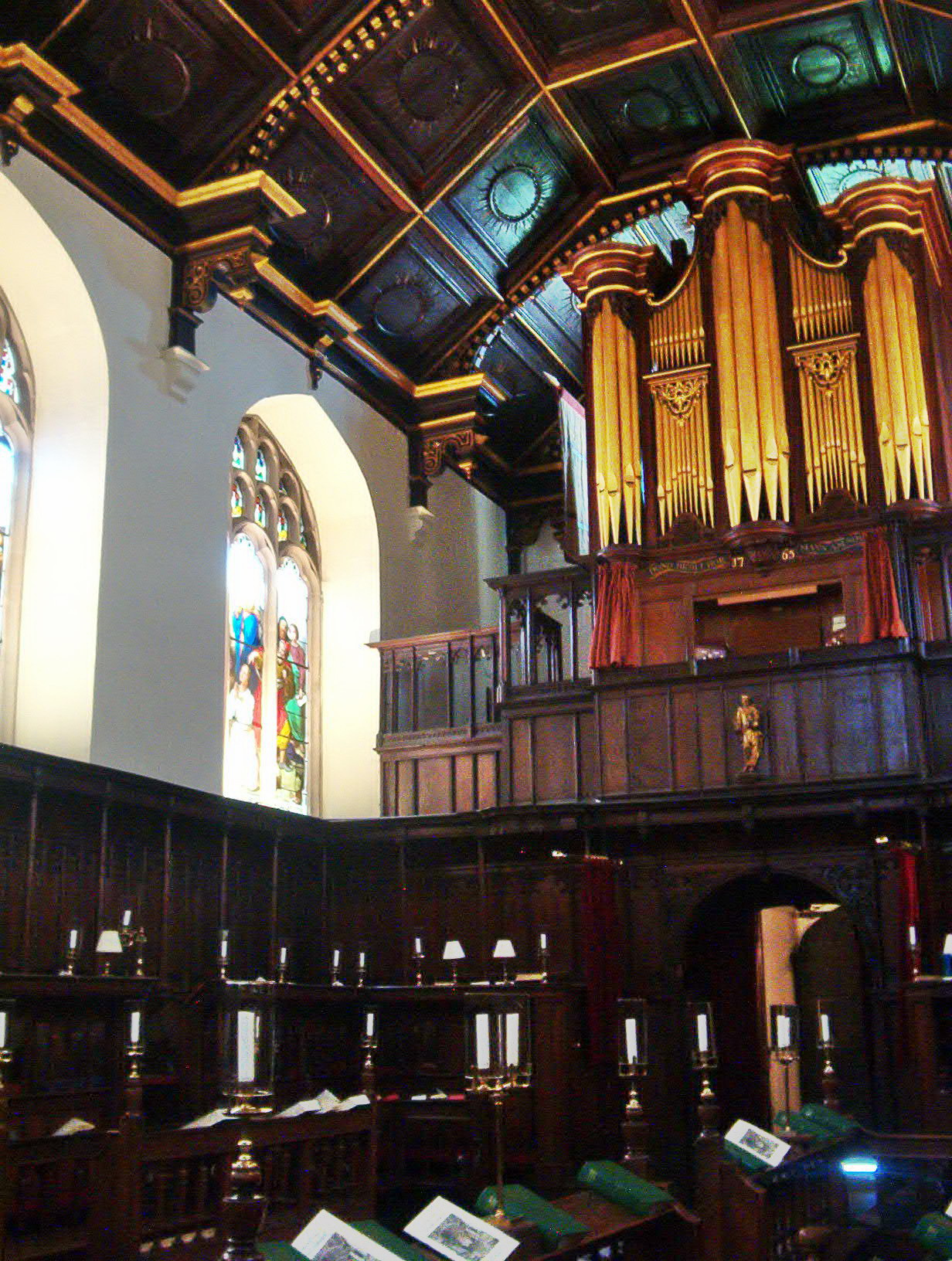
彼得学院礼拜堂内部。

学院的礼拜堂于1628年建造,在这之前学院用它临近的圣玛丽教堂作为它的礼拜堂。新的礼拜堂于1632年3月17日在伊利主教弗朗西斯·怀特的主持下启用，建筑将文艺复兴时期的元素和传统的哥特式建筑相融合，体现了当时亚米念主义的宗教理念。礼拜堂的文艺复兴时期的架构包含一幅圣母怜子的装饰和以金色太阳为元素的天花板。礼拜堂原有的着色玻璃在1643年被圆头党损毁，只有东面绘有耶稣受难的玻璃幸存，现在的玻璃于1855年被重新添加。礼拜堂四周的回廊从17世纪起开始建造具有古典主义风格，但是装饰门廊却在1755年被拆除。礼拜堂早期的音乐原稿被保留至今，是都铎教会音乐重要的收藏品之一。缪尔·霍恩是第一位埋葬在学院礼拜堂的院士。

### 旧庭院

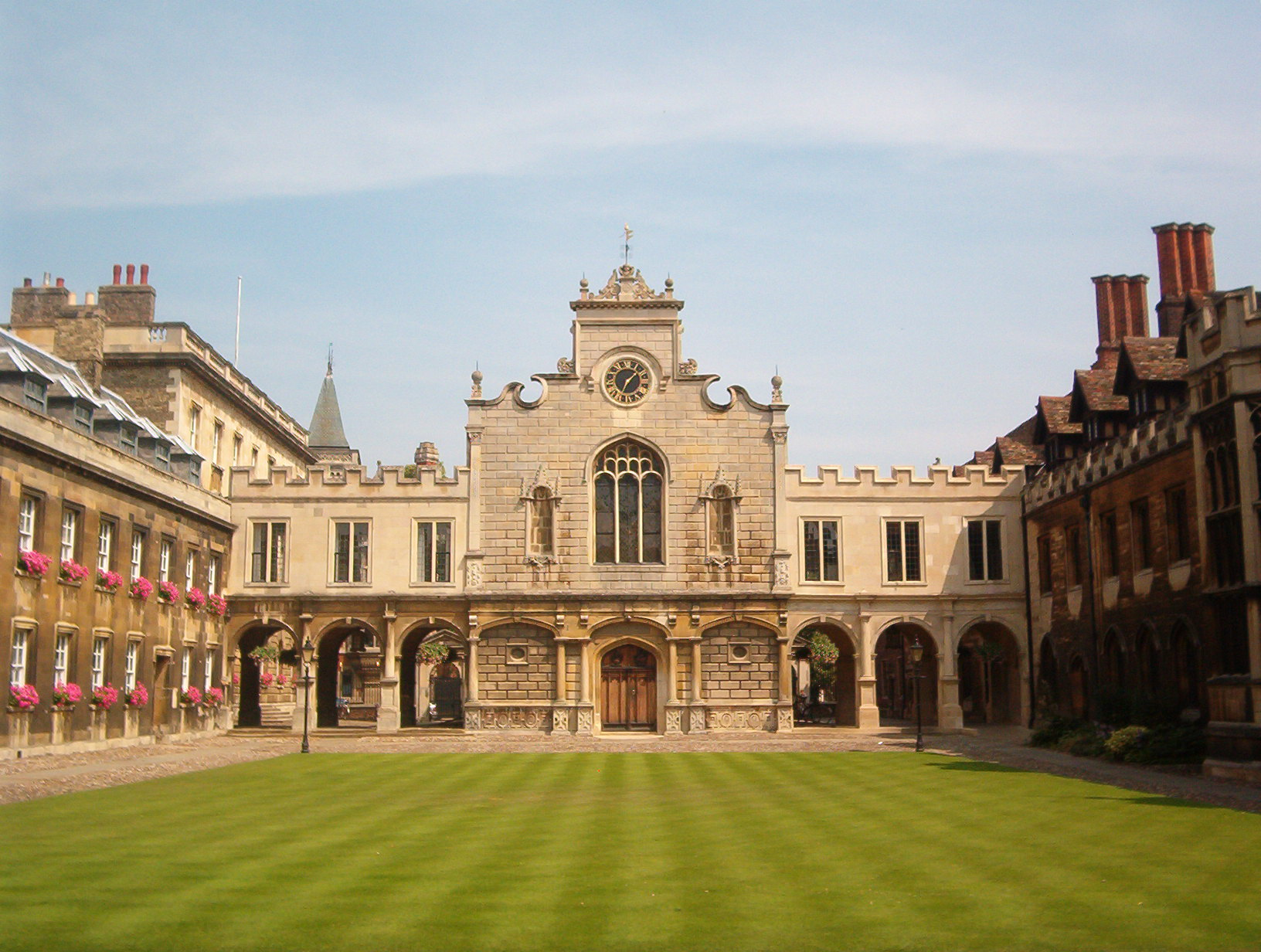
旧庭院，面对礼拜堂的一侧。

旧庭院在礼拜堂回廊的后方，南侧是学院的会堂，是学院唯一的13世纪建筑。会堂建筑在1866至1870年由建筑师乔治·斯科特复原，会堂木质的屋顶被重新修理，原有的两间客厅也被合并成一间公共休息室，彩色玻璃也被前拉斐尔派的元素替代。 会堂原有的壁炉(始建于1618年)也被绘有圣彼得和雨果·鲍尔舍姆的瓷砖修饰。会堂在2006至2007年被再次翻新。
旧庭院北侧和西侧的建筑在15世纪建成，最后才是东侧的礼拜堂。旧庭院四周建筑的房屋供学院的本科生和院士居住，本科生的多功能厅和酒吧位于北侧和西侧的建筑内。

### 吉斯伯恩庭院
旧庭院西侧的拱门通向吉斯伯恩庭院，它始建于1825至1826年。 庭院的建筑以白色的砖石为材料，由威廉·布鲁克斯设计。庭院只有三侧有建筑，西侧只是一面砖石墙。这面墙在1939年被拆除，只留下墙基， 学院现正在考虑重新修复这面墙。庭院周围的房间大部分供本科生居住，这其中包括威廉·汤姆森。

### 芬庭院和伯德伍德楼
在吉斯伯恩庭院的后面是芬庭院,大部分的建筑建于20世纪。芬庭院由施汉休斯和他的助手彼得·比克奈尔于1939至1941年设计并建造，它是剑桥最早的现代建筑。庭院的门廊上刻有题词 DE PROFUNDIS CLAMAVI MCMXL - “我从内心深处呐喊  1940年”，选自诗篇130篇的第一句。门廊上除了题词还有关于描述圣彼得从大海中拯救的故事。
吉斯伯恩庭院的西侧是伯德伍德楼，同样由施汉休斯和比克奈尔于1932至1934年建造。

### 沃德图书馆
沃德图书馆位于学院的西北角，原先是剑桥大学古典考古博物馆，由巴兹尔设计。该建筑在1982年被罗伯特·波特更改为现在的沃德图书馆。

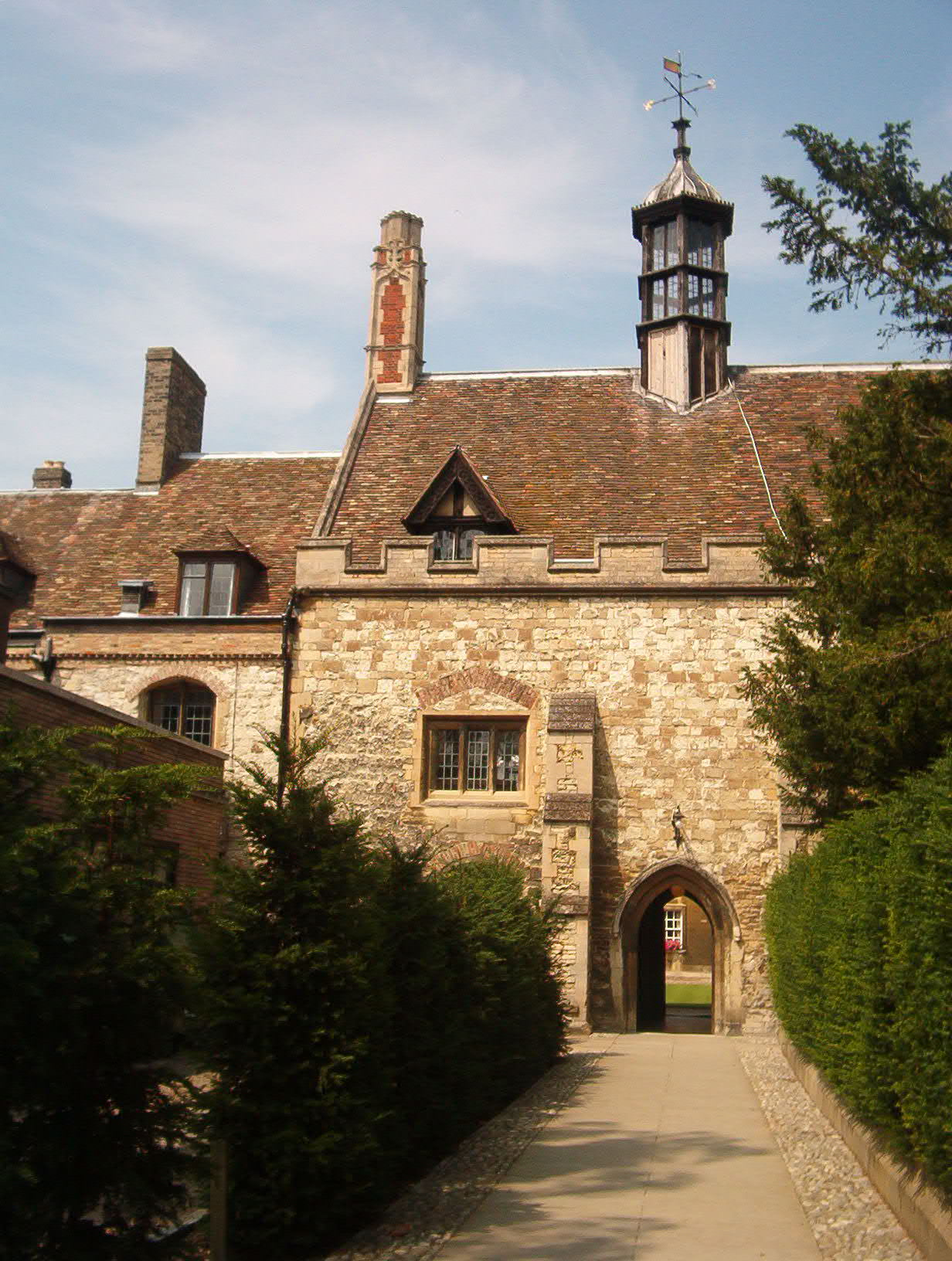
会堂的外部，通向鹿苑。

### 花园
彼得学院的花园位于吉斯伯恩庭院的南侧，现通常被叫做鹿苑，因为在19世纪有人将鹿带到花园里饲养。在那段时期，它以英格兰最小的鹿苑著称。第一次世界大战结束后，花园中的鹿感染了疾病，并传染给了从波兰公爵进口的动物身上。如今的花园已经不再有鹿。

### 威廉石楼
威廉石楼位于鹿苑的南侧，由学院的一位学者威廉于1963至1964年建造。该建筑是一座八层的砖塔，由莱斯利·马丁和约翰·威尔逊设计。 威廉石楼提供给院士和本科生住宿，最近才刚刚翻新。该建筑是剑桥唯一的塔式学生住宅，是剑桥最高的学生公寓，也是剑桥市规划新建筑物高度时事实上的参照物。

### 巴勒斯楼
巴勒斯楼位于学院的前面和礼拜堂平行，建于1736年，以他的建造者詹姆斯·巴勒斯命名，他曾经是冈维尔与凯斯学院的研究员。该建筑是剑桥几座由巴勒斯设计的帕拉第奧式建筑之一，其他建筑包括三一学堂的餐厅和旧庭院以及卡莱尔学院的礼拜堂。

### 院长室
院长室位于特兰平顿街对面，由学院院士查尔斯·博蒙特于1727年捐赠给学院。该建筑以红砖为材料，属于安妮女王式建筑。

### 旅社
学院旅社位于院长室侧面，属于格鲁吉亚建筑，于1926年由托马斯·里昂设计。它本是整个建筑设计的一部分，但建筑的其他部分并未被建造。它目前提供给学院本科生和院士居住。第二次世界大战时期，伦敦政治经济学院受彼得学院院长和院士的邀请转移到这个旅社和其附近的建筑。

## 纹章
彼得学院在历史上共有五种不同的纹章，学院现在只应用两种法定的纹章。第一种纹章由英國纹章院的罗伯特·库克于1575年授予。
学院习惯上应用第二个版本的纹章，以三块镘板为主要图案，这种纹章也得到了剑桥郡的批准。两种纹章都是由建院院长鲍尔舍姆设计。

## 祈祷文
——Benedic nos Domine, et dona Tua, quae de Tua largitate sumus sumpturi, et concede, ut illis salubriter nutriti, Tibi debitum obsequium praestare valeamus, per Christum Dominum nostrum, Amen.

Deus est caritas, et qui manet in caritate in Deo manet, et Deus in eo: sit Deus in nobis, et nos maneamus in ipso. Amen.
——保佑我们，主啊，和你的礼物，其中的赏金我们将要接收。我们可以提供适当的服务，通过我们的主耶稣，阿门。
主是爱，他居住在爱里，上帝在他。愿主保佑我们，我们在他。阿门。
彼得学院是唯一有两次独立祈祷的学院，第一次是标准的祈祷，第二次祈祷来自约翰书4:16。

## 著名校友
彼得学院拥有三位诺贝尔奖获得者和一位英国首相奧古斯都·菲茨羅伊，第三代格拉夫頓公爵。热力学之父威廉·汤姆森也是该学院校友。
18世纪彼得学院的代表人物是诗人托马斯·格雷。
20世纪，彼得学院以出色的科学和历史著称。著名的历史院士包括阿道·威沃德，哈罗德，赫伯特·巴特菲尔德，休特·雷弗-罗佩尔，莫里斯·康宁和尼尔佛·格森。 著名的科学院士包括亚伦克·鲁格，马克斯·佩鲁茨和约翰·托马斯。

## 论文奖金
彼得学院每年设立历史、科学和英语论文奖，用以奖励英国12岁以下的小学生。